# Stygopholcus skotophilus
Stygopholcus skotophilus is een spinnensoort uit de familie trilspinnen (Pholcidae). De soort komt voor in Bosnië en Herzegovina en Montenegro.